# Mrs. Chippy
Mrs. Chippy (en español, «Sra. Chippy») fue un gato que acompañó a Sir Ernest Shackleton en la Expedición Imperial Transantártica de 1914-17, y junto con los perros de trineo fue sacrificado a tiros tras el hundimiento del Endurance, la nave de la expedición, tras quedar atrapado por los hielos del mar de Weddell. 
El gato, atigrado a rayas, fue llevado a bordo del bergantín por Harry McNish, carpintero del barco que era apodado "Chippy" (por el nombre dado a las astillas de madera “chip”) y fue admitido a bordo para tener controlados a los roedores. Un mes después de que el Endurance zarpase para la Antártida, se descubrió que Mrs. Chippy era macho, pero para entonces el nombre ya había sido aceptado por toda la tripulación.

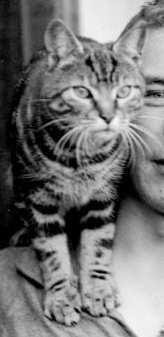
Mrs. Chippy, que tuvo que ser sacrificado después del hundimiento del barco.

Fue descrito por los tripulantes como un gato "de carácter" y les tenía a todos impresionados por los paseos que se daba por la barandilla del buque en plena travesía, fuese cual fuese el estado de la mar, incluso con mar gruesa. Después de hundirse el barco, quedó claro que no había forma de que pudiese sobrevivir al viaje sobre el hielo que se avecinaba, por eso Shackleton ordenó que fuese sacrificado de un tiro.
El 29 de octubre de 1915, Shackleton escribió: 

Esta tarde, tres jóvenes cachorros de Sallie, Sue de Sirius, y Mrs. Chippy, el gato del carpintero, han sido sacrificados a tiros. No íbamos a poder tenerlos bajo nuestra responsabilidad en las nuevas y malas condiciones. A Macklin, Crean, y al carpintero les afectó profundamente la pérdida de sus amigos.

McNish sentía un profundo afecto por el gato y nunca perdonó a Shackleton haber ordenado que le dispararan. Tuvo un enfrentamiento con Shackleton durante la expedición y finalmente, a pesar de haber realizado la adecuación de los botes para los viajes que hicieron con ellos y demostrar una considerable fortaleza y valentía, se le negó la Medalla Polar que se concedió a la mayoría del resto de la tripulación, en razón de su anterior insubordinación. En 2004, una estatua de bronce de tamaño natural de Mrs. Chippy fue colocada sobre la tumba de McNish, en el cementerio de Karori de Wellington, por la Sociedad Antártica de Nueva Zelanda, en reconocimiento de sus esfuerzos en la expedición.